# マルリ駅
マルリ駅（マレー語:Stesen Maluri）は、マレーシアのクアラルンプールにあるラピドKLの駅。

## 概要
アンパン線とカジャン線が乗り入れており、それぞれ駅番号として、アンパン線に AG13、カジャン線に SBK22 が制定されている。
カジャン線は駅名のネーミングライツがイオンによって購入されており、イオン＝マルリ駅(AEON-Maluri) と呼称される。

## 歴史
- 1996年12月16日 - アンパン線の駅が開業。
- 2017年7月17日 - スンガイ・ブロー-カジャン線の駅が開業。

## 駅構造

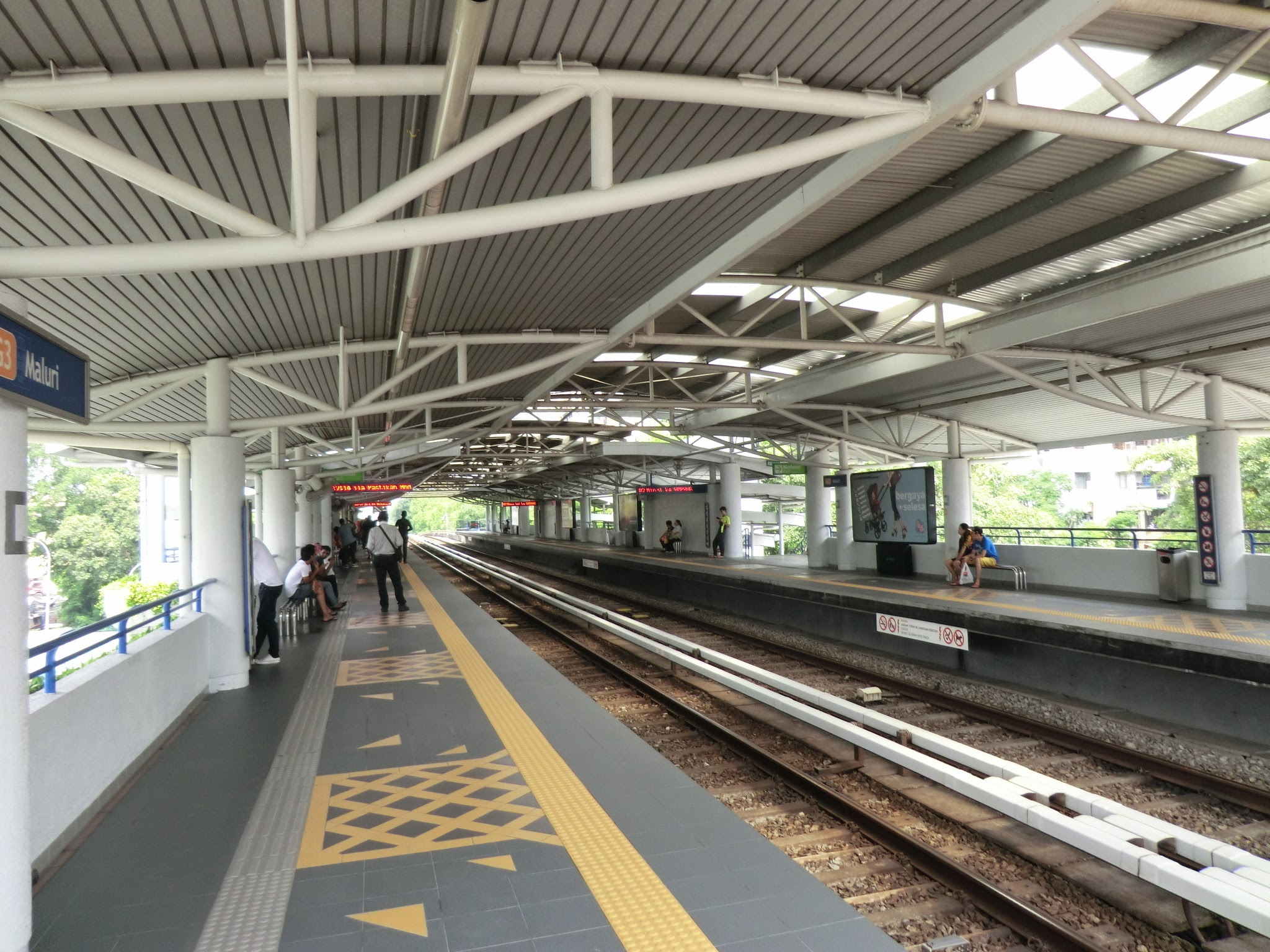
アンパン線ホーム

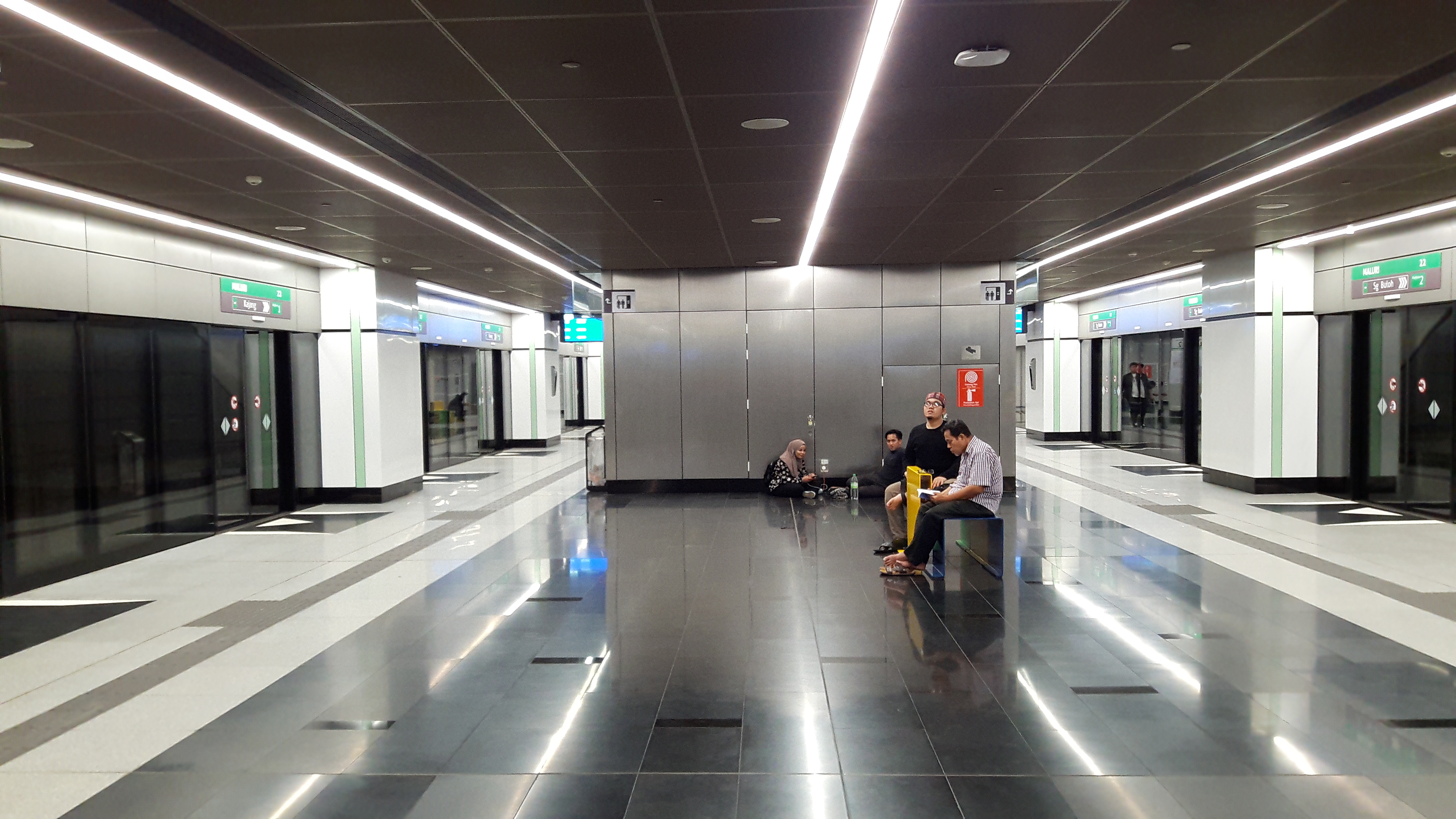
スンガイ・ブロー-カジャン線ホーム

アンパン線は高架駅舎を有しており、島式ホーム2面2線をもつ。
カジャン線はチェラス通りの地下に施設を有する地下駅である。ホームは島式1面2線構造であり、保安用にホームドアを有する。駅構内のデザインテーマは「新世代」であり、外装・内装の壁面にカラフルなパネルの装飾がされている。

### のりば
| 高架ホーム (L2F) | 高架ホーム (L2F) | 高架ホーム (L2F)                                                   |
| ---------------- | ---------------- | ------------------------------------------------------------------ |
| 1                | 3 アンパン線     | チャン・ソウ・リン、マスジット・ジャメ、スントゥル・ティモール方面 |
| 2                | 3 アンパン線     | アンパン方面                                                       |
| 地下ホーム (B3F) |                  |                                                                    |
| 1                | 9 カジャン線     | カジャン方面                                                       |
| 2                | 9 カジャン線     | ブキッ・ビンタン、ムジウム・ネガラ、スンガイ・ブロー方面           |

## 駅周辺

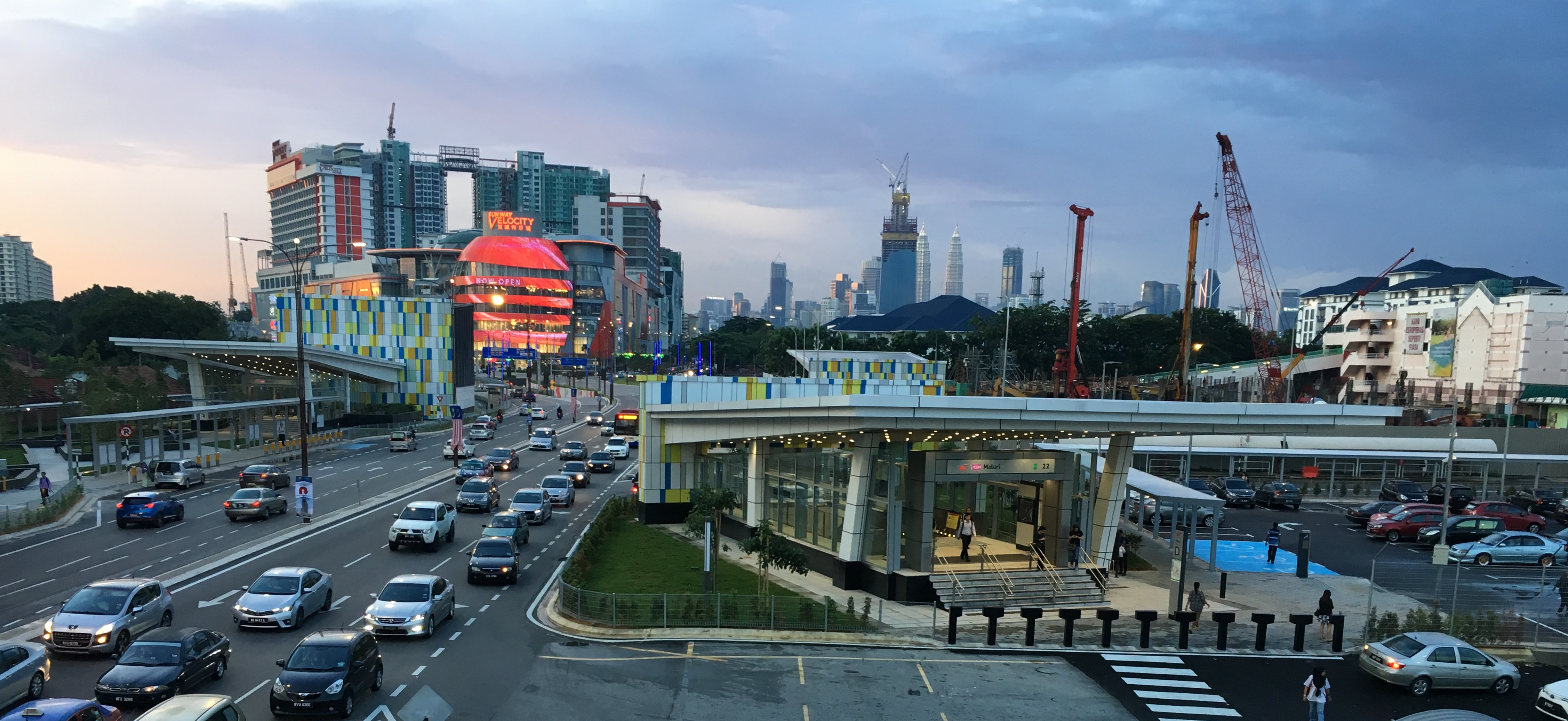
駅周辺の街並み

- マルリ主要バスターミナル(Maluri Bus Hub)
- イオン タマン・マルリ・ショッピングセンター
- サンウェイ・ベロシティ・モール（英語版）
- クアラルンプール・バドミントン・スタジアム
- IPDチェラス
- ケラヨン川（英語版）
- プドゥ・ウル・リクリエーショナル公園（Ulu Pudu Recreational Park）

## バス路線

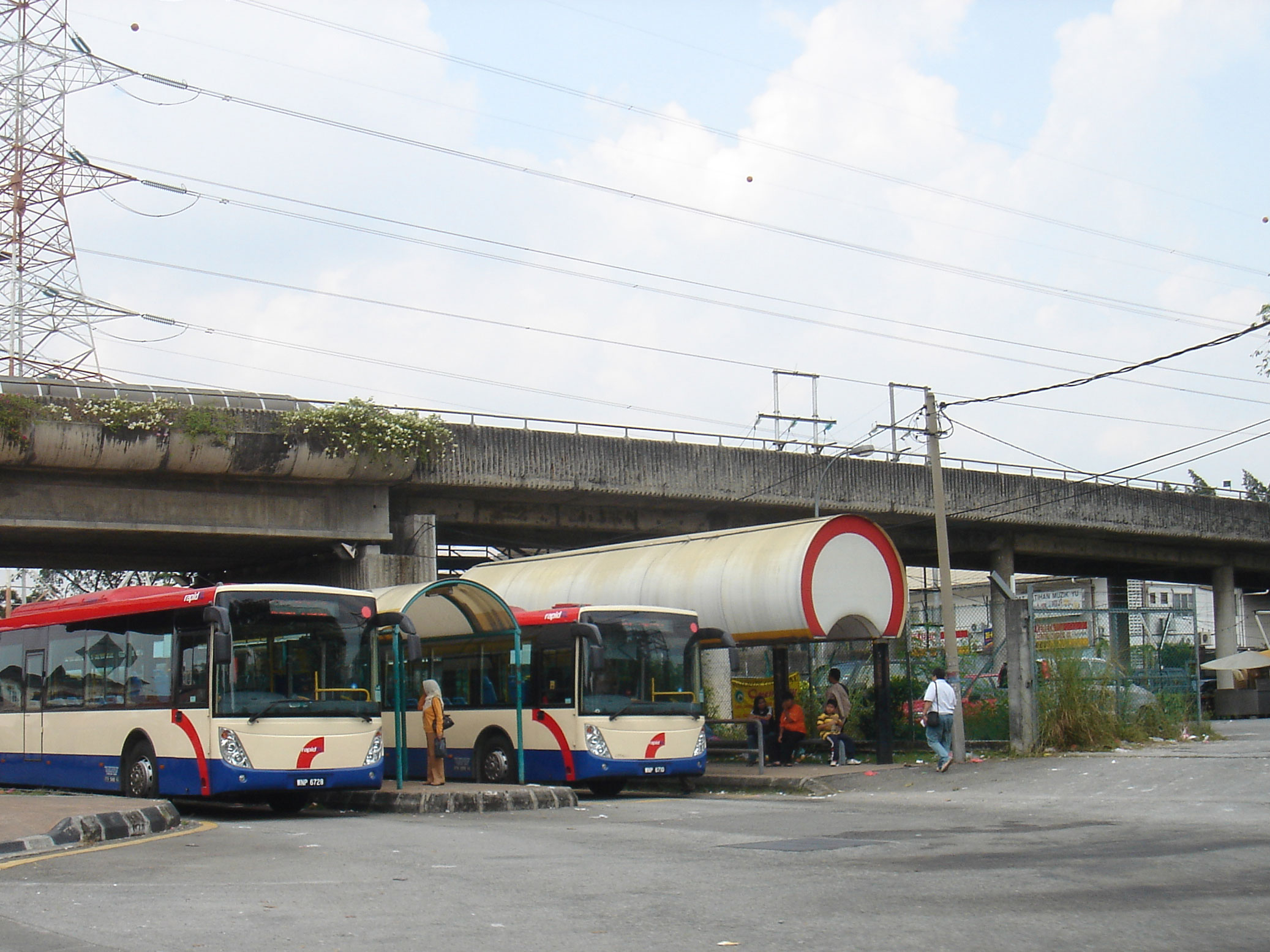
Maluri Bus Hub

ラピドKL社が経営するラピドKLバスの主要バスターミナル(Maluri Bus Hub)がある。
| 路線番号 | 起点     | 行先                                                   | 経由 |
| -------- | -------- | ------------------------------------------------------ | --- |
| T352     | マルリ駅 | シャメリン・ペルカサ                                   | チェラス通り MRTコクラン 1/91通り ベスラヤ高速道路 LRTパンダン・ジャヤ パンダン・ペルダナ                                                                 |
| T400     | マルリ駅 | バンダル・トゥン・ラザク                               | チェラス通り MRTタマン・ペルタマ ヤーコブ・ラティフ通り PPUKM タマン・ミダ ジュジュール通り ペルシアラン・イクラス LRTバンダル・トゥン・ラザク            |
| T401     | マルリ駅 | ダタラン・ドゥウィタシク、バンダル・スリ・ペルマイスリ | イカン・エマス通り シアカプ通り スリ・ペルマイスリ通り タシク・ペルマイスリ通り ジェラワト通り LRTチェラス                                                |
| 402      | マルリ駅 | LRT/モノレール ティティワンサ - ペケリリン・バス・ハブ | チェラス通り トゥン・ラザク通り MRT TRX LRTアンパン・パーク アンパン通り KLCC LRT KLCC ヤプ・クワン・セン通り IJN マレーシア国立病院 クアラルンプール病院 |

## 隣の駅
ラピドKL
3 アンパン線
ミハルジャ駅 (AG12) - マルリ駅 (AG13) - パンダン・ジャヤ駅 (AG14)
9 カジャン線
コクラン駅 (SBK15) - マルリ駅 (SBK16) - タマン・ペルタマ駅 (SBK17)